# 금빛 모자이크
《금빛 모자이크》일본어: きんいろモザイク 긴이로 모자이쿠[*])는 하라 유이가 쓰고 그린 일본의 네 컷 만화이다. 줄여서 《킨모자》(일본어: きんモザ 킨모자/긴모자[*]). 호분샤의 《망가 타임 키라라 MAX》의 2010년 6월호부터 2020년 5월호까지 연재되었다.

## 줄거리
영국에서 홈스테이를 한 경험이 있는 오오미야 시노부는 귀국 후 고등학교 1학년생이 된 어느 날, 한 통의 국제우편을 받는다. 발신자는 영국에서 만났던 소녀, 앨리스 카터렛. 이번에는 앨리스가 일본에 온다고 한다. 앨리스와 시노부, 시노부의 같은 반 친구 코미치 아야와 이노쿠마 요코, 그리고 또 한 명의 영국 소녀 쿠죠 카렌(캐런 쿠죠)과 함께 다섯 명은 금빛으로 빛나는 나날을 보내게 된다.

## 등장인물

### 주요 등장인물
오오미야 시노부 (일본어: 大宮 忍 오미야 시노부[*])
성우 - 니시 아스카
혈액형: A형 생일: 6월 6일 별자리: 쌍둥이자리
신장: 155cm 반: 1학년 B반 → 2학년 A반
앨리스가 일본에서 홈스테이를 하는 가정집의 소녀. 중학생 때 앨리스의 집에서 홈스테이를 하였다. 요쿄와는 초등학생때부터, 아야와는 중학생때부터 친구.
검은 눈동자에 검은 머리의 긴 단발머리의 전형적인 일본인 외모에, 교복에는 볼로레를 착용하고 있다.
매사에 그다지 흔들리지 않는 조용한 성격이지만, 가끔 흥분하기도 한다. 누구에게도 상관없이 항상 경어를 쓴다.
서양에 대한 동경심을 가지고 있으며 금발을 매우 좋아해서 금발로 염색하는 것을 생각할 정도.
가지고 있는 사복 대부분이 비일상적인 드레스풍의 복장으로, 그 센스는 '안 어울린다'는 평가를 받는다. 그런 의상을 앨리스에게 입혀보고 즐거워한다.
장래의 꿈은 '통역가'가 되는 것이지만, 영어가 약해서 친구나 카라스마 선생님으로부터 걱정을 듣고 있다. 그 외의 교과목에도 성적은 그다지 좋지 않다.
그녀의 특기는 '숨바꼭질할 때 기척없이 숨기기', '드레스 봉제', '느린 속도로 한없이 달리기'등 다양하다.
앨리스 카터렛 (일본어: アリス・カータレット[Alice Carteret] 아리스 가타렛토[*])
성우 - 타나카 마나미
혈액형: A형 생일: 4월 5일 별자리: 양자리
신장: 139cm 반: 1학년 B반 → 2학년 C반
이전에 영국의 자택에서 홈스테이했던 시노부를 그리워하며 일본에 온 미소녀. 시노부의 집에서 홈스테이 중.
금발벽안의 외모로 머리형은 웨이브를 탄 트윈테일 형태이며, 과거 시노부가 홈스테이 중 선물로 주었던 비녀를 항상 머리에 꽂고 있다. 교복 블라우스 위로 핑크색의 카디건을 입었고, 여름 교복 착용시에는 이 가디건을 허리에 감는다.
등장인물 중에서는 가장 작은 체형이고, 이에 대해 콤플렉스를 안고 있다. 사실상 외관상으로는 초등학생 1학년으로 오해 할 수도 있다. 어린이처럼 울기도 한다. 말투는 귀엽다고 한다.
영국인이지만 일본을 매우 좋아해서 일본의 풍습에 애착을 가지고 있고 일본문화나 예의범절에 대해선 일본인보다 더 잘 알고있다. 시노부가 홈스테이할 적에는 일본어라고는 인사밖에 몰랐지만 시노부가 귀국하고 난 후에 독학으로 일본어를 공부하여 지금은 시노부와 대화를 문제없이 나눌 정도로 능숙한 레벨이 되었다. 다만 잘 알지 못하는 사람이 갑자기 소리내어 부르면 일본어를 하지 못하는 실수를 한다.
성적은 뛰어나지만 운동은 약하다.
카렌이 일본으로 온 후에는 시노부의 관심이 앨리스보다 '외국인'다운 카렌에게 쏠리는 탓에, 그녀와 툴툴리는 때도 있다. 또한, 카렌에 대해선 어렸을 적 자기보다 작았던 적이 있기에, 종종 언니다운 모습이 있다.
코미치 아야 (일본어: 小路 綾 고미치 아야[*])
성우 - 타네다 리사
혈액형: A형 생일: 9월 15일 별자리: 처녀자리
신장: 159cm 반: 1학년 B반 → 2학년 A반
시노부의 같은 반 친구로, 시노부와 요코와는 중학교 때부터 친구.
검은(약한 푸른빛)머리의 트윈테일이고, 교복 블라우스 위에 감색 스웨터(여름 교복때는 같은 감색의 베스트)를 입고 있다.
머리가 좋고 착실한 성격이지만 운동에 약하다. 다른 네 친구에 대해 모범적인 태도를 보이려고 노력하지만, 너무 성급하게 판단하거나 스커트에 스타킹을 신는것을 잊거나 말을 더듬는 경우도 있다.
연애물 전반을 좋아하는 면모가 있어서 사소한 일에도 얼굴을 붉힐 때가 많다.
중학생 때 전학을 했던 때 요코가 처음으로 친구가 되어주었다. 요코에 대해선 특별한 감정을 가지고 있는 듯하다.
다섯 명 가운데 신장은 평균이지만, 발육이 좋은 요코와는 달리 가슴이 작다는 것에 콤플렉스를 갖고 있다.
같은 '망가 타임 키라라 MAX'원작에 '타네다 리사'씨가 담당한 '주문은 토끼입니까?'의 '리제(테데자 리제)/체리'와 어딘지 외모가 닮아있다. 같은 잡지의 2014년 10월호에는 리제와 투 숏으로 표지를 장식하였다.
이노쿠마 요코 (일본어: 猪熊 陽子 이노쿠마 요코[*])
성우 - 우치야마 유미
혈액형: O형 생일: 4월 5일 별자리: 사자자리
신장: 163cm 반: 1학년 B반 → 2학년 C반
시노부의 같은 반 친구. 시노부와는 초등학생, 아야와는 중학생 때부터 친구.
밤색에 가까운 붉은빛의 단발머리와 덧니가 특징. 교복은 볼레로와 리본없이 앞 단추를 풀어놓은 형태이고, 겨울에는 회색 가디건을 입는다.
쾌활하고 원기왕성한 분위기 메이커. 성적은 별로 좋지 않지만 운동신경은 뛰어나다. 식욕이 왕성해서 자주 점심식사 전에 도시락을 해치우곤 한다.
신장은 다섯 명 가운데 가장 크고 몸매도 좋다.
다른 친구들에게 농담을 담당하는 경우가 많아, 시노부에게는 '원그래프로 표현하면 농담이 100%'라고 평가되었다.
아야가 자신에게 가지고 있는 특별한 감정을 전혀 눈치채지 못하는 듯 하지만, 가끔 솔직하게 대할 때도 있다. 쌍둥이 남매 남동생 코우타와 여동생 미츠키가 있다.
쿠죠 카렌(캐런 쿠조)(일본어: 九条 可憐(カレン[キャレン] 九条)[Karen(kǽrən,kɑ́:r-) kujo,]  구조 가렌/갸렌 구조[*])
성우 - 토야마 나오
혈액형: AB형 생일: 12월 1일 별자리: 궁수자리
신장: 139cm 반: 1학년 B반 → 2학년 C반
앨리스와 소꿉친구로, 일본으로 유학간 앨리스를 따라 유학을 오게 된 미소녀. 시노부와 앨리스와 같은 학교에 전학을 오게된다.
긴 금발머리에 치켜뜬 회색 눈동자를 지닌 용모이고, 앞머리에는 X자형태로 헤어핀을 달고 있다. 교복 블라우스 위에 유니온 잭 모양의 파카를 걸치고 있다. 여름 교복 착용시에는 디자인이 다른 민소매 형태의 것을 입는다.
일본인 아버지와 영국인 어머니의 혼혈로 유럽계 혼혈 답게 대부호의 아가씨이지만, 영국에서 자란 탓에 일본어는 영국식 영어 느낌이 강하며, 그녀만의 특유한 말투가 묻어나온다. 특히 데스할때의 부분은 외국인이 무언갈 강조하려는 의미의 데스(~요)같아서 가타카나로 표기하기도 한다.
신장은 앨리스 다음으로 단신이지만, 몸매는 그럭저럭 괜찮다. 긴 금발이 어울려, 정작 100% 외국인 앨리스보다 훨씬 외국인다운 모습이다.
앨리스의 어렸을 적 사진에서 처음 등장하였으며, 그 당시에는 그녀보다도 키가 작았다. 시노부가 영국에 홈스테이를 하러 왔을때에는 가족과 함께 하와이 여행을 갔기 때문에 만난 적이 없었다.
밝고 상큼발랄한 성격으로 일본의 학교생활도 금방 적응해나간다. 다만 수업중에 조는 경우가 많다. 마이페이스로 적극적인 면도 있다. 흥분해서 농담을 하는 경우도 있어 그 때는 요코와 한 마음이 되기도 한다. 또한, 아야가 요코에게 대한 특별한 감정을 알고 있는 듯 하다.
선생님에게 주로 반말을 하는 앨리스와는 달리 아가씨라는 설정 답게 시노부와 마찬가지로, 데스라는 단어를 붙이는 존댓말(경어) 캐릭터이다. 다만 주인공에 비해서는 덜하고 특유의 말투로 확인돼 반말을 쓰기도 한다.

### 그 밖의 등장인물
오오미야 이사미 (일본어: 大宮 勇 오미야 이사미[*])
성우 - 타무라 유카리
시노부의 언니로 패션모델. 시노부와는 다른 고등학교에 다니고 있다.
동생의 성장을 걱정하면서도 귀여워하며, 앨리스나 어렸을 적부터 시노부를 돌봐주던 요코도 동생처럼 귀여워해준다.
카라스마 사쿠라 (일본어: 烏丸 さくら 가라스마 사쿠라[*])
성우 - 사토 사토미
혈액형：B형 생일 : 10월 19일 별자리 : 천칭자리
신장 : 160cm
여자 영어교사. 1학년때는 1학년 B반, 2학년때는 2학년 C반 담임. 안경을 쓰고 있다. 애칭은 카라스짱(からすちゃん).
상냥하고 부드러운 말투 덕에 학생들에게 인기가 좋고 시노부에게도 동경의 인물. 성격은 천진난만하고 해맑은 성격이다.
여름 때 빼곤 항상 고등학교 때 입던 체육복 상의를 입는다. 자기 말로는 '안심된다'고 한다.
시노부가 동경하는 이유 탓인지 앨리스에게는 일방적으로 라이벌이라고 인식되고 있지만, 자기가 기르고 있는 토끼는 '앨리스'라고 이름을 붙였다.
오빠가 둘 있다. 고등학생 때는 연극부에 소속되었었다.
쿠제하시 아카리 (일본어: 久世橋 朱里 구제하시 아카리[*])
성우 - 오오니시 사오리
혈액형：O형 생일 : 7월 24일 별자리 : 사자자리
신장 : 165cm
2화부터 등장. 여자 가정과 교사. 2학년 A반 담당. 요코에게는 '쿠시짱'이라고 불린다. 고지식하고 규율에 엄격하고 차가운 성격 탓에 학생들에게 공포를 사고 있지만, 사실 생각이 깊고 차분한 선생님.
학생들을 지긋이 바라보는 버릇이 있고 그것을 학생을 귀여워하는 것으로 생각하고 있으나, 눈매가 날카롭고 고양이 눈이여서 노려본다고 자주 오해받는다. 그 탓에 학생들과 익숙한 카라스마 선생님을 보고 배워야겠다고 생각하고 있다.
제멋데로 쏘다니는 행동을 많이 하는 카렌을 자주 꾸짖는 탓에 그녀에게는 두려움의 대상이지만, 동시에 자주 여러 가지 답례와 조언을 해주고 있다. 귀여운 것을 좋아해서 집에서는 고양이를 기르고 있다.
고등학생때는 육상부 소속되었었다.
마츠바라 호노카 (일본어: 松原 穂乃花 마쓰바라 호노카[*])
성우 - 스와 아야카
신장 : 157cm 반 : 1학년 A반 → 2학년 A반
2학년편부터 등장. 테니스부 소속. 1학년때 카렌의 옆자리에 앉았던 여학생으로, 2학년때부턴 A반이 되었다.
테니스는 그다지 잘 하지 못하지만, 공을 다루는 재주는 뛰어나다. 앨리스나 카렌을 부잣집 아가씨로 생각하고 있다.
앨리스의 어머니 (일본어: アリスの母 아리스노 하하[*])
성우 - 오오하라 사야카
홈스테이를 하던 때 외국인인 시노부와의 생활에 난감해하던 앨리스를 따뜻하게 봐주고, 이국 땅 생활에 익숙하지 않던 시노부를 상냥하게 도와주었다.
낫토에 약하다. 원작에서는 앨리스와 카렌의 이야기가 일본어로 대화하는걸 인식하는 정도였지만, 애니메이션에서는 일본어를 유창하게 말한다.
카렌(캐런)의 어머니 (일본어: カレンの母 가렌노 하하/갸렌노 하하[*])
성우 - 기무라 아키코
영국인. 화나면 무서우며, 카렌(캐런)에게 '좀 더 얌전한 여자가 되어라'라고 한다. 카렌이 잘못을 하면 눈앞에서 매우 맛있는 케이크를 혼자 먹는 것을 보라는 등, 방향이 보통 사람들과는 다른 점이 하나 있다.
이노쿠마 코우타 (일본어: 猪熊 空太 이노쿠마 고타[*])
성우 - 한 메구미
요코의 남동생.
이노쿠마 미츠키 (일본어: 猪熊 美月 이노쿠마 미쓰키[*])
성우 - 무라카와 리에
말수 적은 요코의 여동생.
시라카와 미나토 (일본어: 白川 湊 시라카와 미나토[*])
성우 - 카와스미 아야코
애니메이션 5화, 8화에서 등장하는 이사미의 친구.

## 만화
원작인 만화는 하라 유이가 호분샤의 《망가 타임 키라라 MAX》지의 2010년 6월호부터 연재를 시작했다. 2013년 9월 27일에 단행본 제 6권이 발매되었다.

## 애니메이션
12화 분량의 애니메이션은 스튜디오 고쿠미가 제작을 맡고, 텐쇼가 감독, 캐릭터 디자인은 우에다 카즈유키가 맡았다. 2013년 6월 6일부터 9월 21일까지 AT-X에서 방영되었고, Crunchyroll에서 동시 방영을 했다. 오프닝과 엔딩은 각각 'Jumping!!'과 'Your Voice'인데, 둘다 니시 아스카, 타나카 마나마, 타네다 리사, 토야마 나오, 우치야마 유미로 구성된 Rhodanthe*가 불렀다. 망가 타임 키라라의 2014년 6월호에서 제 2기인 '헬로!! 금빛 모자이크'의 제작이 발표되어, 2015년 4월 5일부터 2015년 6월 21일까지 방영되었으며, 다시 한번 Crunchyroll에서 동시 방송되었다.